# Giambattista Vicari
Giambattista Vicari (Ravenna, 23 luglio 1909 – Roma, 24 marzo 1978) è stato un giornalista, scrittore e editore italiano.

## Biografia
Nato a Ravenna, frequentò il locale Liceo classico. Fu compagno di classe di Max David, futuro giornalista e inviato speciale. Si laureò in legge a Bologna e poi trovò lavoro nella sua città come impiegato bancario. Poco dopo scelse il giornalismo. Nel 1931 fu direttore del periodico «La Santa Milizia», organo della federazione fascista di Ravenna. Pochi anni dopo abbandonò Ravenna trasferendosi a Roma con la madre e la sorella. Nel 1938 fu assunto come redattore capo della rivista di critica letteraria Il Meridiano di Roma. Qui conobbe Ezra Pound, con cui strinse una duratura amicizia. Diresse nel 1940-1943 Lettere d'oggi. Vicari affiancò alla pubblicazione della rivista un'interessante attività editoriale divisa in due collane: "Collezione Romanzi Brevi" e "Biblioteca Minima Tempus". Nel 1942 pubblicò Carta da visita di Ezra Pound, di cui fu il primo editore italiano; pubblicò anche Cesare Pavese, Libero Bigiaretti, Manlio Cancogni ed Enrico Emanuelli. Nel 1943 Vicari dovette rispondere alla chiamata alle armi: fu tenente degli Alpini in Piemonte. Lettere d'oggi fu chiusa..
Nel dopoguerra continuò l'attività di giornalista e critico letterario. Giornalista professionista dal 1948, fu redattore capo della Fiera Letteraria, poi fu redattore in altri giornali (Settimana Incom illustrata, Momento Sera, Il lavoro illustrato, Il Giorno illustrato). Nel 1952 fonda la casa editrice «Atlante», che ha vita breve (solo sette libri, pubblicati nel 1952-53).
Nel 1953 fondò la rivista letteraria (prima mensile e poi bimestrale) Il Caffè, con la quale intese opporsi al neorealismo e che diresse fino al 1977. La rivista fu un importante laboratorio culturale, soprattutto sul versante della letteratura comica, grottesca ed eccentrica. Sulla rivista scrissero, tra gli altri, Italo Calvino, Leonardo Sciascia, Gianni Celati, Guido Ceronetti, Alberto Arbasino, Gaio Fratini  e vi collaborarono disegnatori come Saul Steinberg, Roland Topor e Jean-Michel Folon.
Negli anni settanta Vicari insegnò alla Scuola di giornalismo dell'Università di Urbino e sempre a Urbino fondò  il "Laboratorio di scrittura" a cui collaborarono anche Pino Paioni, Italo Calvino, Paolo Fabbri e Paolo Valesio. In quegli anni Vicari collaborò con la Rai, come conduttore di programmi radiofonici dedicati alla letteratura, e scrisse su numerose testate giornalistiche.
Vicari fu un raffinato bibliofilo ed editore di libri pregiati, soprattutto nella Collana della Biblioteca Minima delle Edizioni Lettere d'oggi. Il suo gusto grafico e tipografico arricchì le pagine de "il Caffè", che Vicari componeva artigianalmente nella sua casa romana di via della Croce.

## Opere
- Guida di Ravenna ed altre passeggiate incompiute, Terza Pagina[5], Ravenna 1934.
- Sembra letteratura, Istituto Grafico Tiberino[6], Roma 1938.
- Il libro dei sogni (racconti), Istituto Grafico Tiberino, Roma 1941.
- Il cortile (romanzo), Lettere d'Oggi, Roma 1943.
- Editoria e pubblica opinione, Cinque Lune, Roma 1957.
- Umoristi del '900, Garzanti 1959
- Umoristi di tutto il mondo, Garzanti 1963.
- La smorfia letteraria, Maccari, Parma 1968.
- La letteratura fuori di sé, Longo, Ravenna 1971.
- La scrittura da giornale, Longo,  Ravenna 1973.